# Uhrovec
Uhrovec é um município da Eslováquia, situado no distrito de Bánovce nad Bebravou, na região de Trenčín. Tem 22,95 km² de área e sua população em 2018 foi estimada em 1.511 habitantes. Foi citado pela primeira vez em documento oficial no ano de 1258.

## Demografia
| Ano:        | 1994 | 2004   | 2014   | 2024   |
| ----------- | ---- | ------ | ------ | ------ |
| Broj ljudi: | 1591 | 1478   | 1510   | 1522   |
| Razlika:    |      | -7,10% | +2,16% | +0,79% |

| Ano:               | 2023 | 2024   |
| ------------------ | ---- | ------ |
| Número de pessoas: | 1533 | 1522   |
| Diferença:         |      | -0,71% |